# Райгад
Райгад е столицата на царството на Шиваджи. Тя представлява хълмиста крепост в райгадския район на Махаращра.
Райгад е мястото, където Шиваджи е коронован (1674) и където умира през 1680 г.